# Roullens
Roullens település Franciaországban, Aude megyében. Lakosainak száma 581 fő (2022. január 1.). Roullens Alairac, Carcassonne, Couffoulens, Lavalette, Montclar és Preixan községekkel határos.

## Népesség
A település népessége az elmúlt években az alábbi módon változott:
| Lakosok száma | 226  | 251  | 348  | 467  | 507  | 479  | 465  | 472  | 508  | 581  |
|               | 1968 | 1982 | 1990 | 2006 | 2013 | 2015 | 2017 | 2019 | 2020 | 2022 |